# Saint-Martin-des-Pézerits
Saint-Martin-des-Pézerits település Franciaországban, Orne megyében. Lakosainak száma 121 fő (2022. január 1.). Saint-Martin-des-Pézerits Moulins-la-Marche, Saint-Aquilin-de-Corbion, Saint-Aubin-de-Courteraie, Saint-Ouen-de-Sécherouvre és Soligny-la-Trappe községekkel határos.

## Népesség
A település népessége az elmúlt években az alábbi módon változott:
| Lakosok száma | 117  | 130  | 138  | 138  | 142  | 145  | 137  | 129  | 121  |
|               | 2013 | 2015 | 2016 | 2017 | 2018 | 2019 | 2020 | 2021 | 2022 |